# Fußball in Wien
Der Fußball in Wien war bis zur Mitte des 20. Jahrhunderts quasi identisch mit dem Fußball in Österreich. Denn die höchste Spielklasse des Landes bestand von ihrer Einführung in der Saison 1911/12 bis zur Saison 1937/38 sowie noch einmal im Zeitraum zwischen 1944/45 und 1948/49 ausschließlich aus Wiener Mannschaften. 
Um diesen Aspekt richtig einordnen zu können, ist von immenser Bedeutung, dass in der ersten Hälfte des 20. Jahrhunderts die sportlich ernstzunehmenden Gegner der Wiener Spitzenmannschaften nicht aus den österreichischen Bundesländern kamen, sondern aus Städten wie Prag, Bologna und Budapest. Eine fast logische Konsequenz war die Einführung des Mitropacups, der zwischen 1927 und 1939 ausgetragen wurde und als eine Art Vorläufer des Europapokals angesehen werden kann. Sowohl hinsichtlich der sportlichen Aspekte als auch der Zuschauerzahlen konnte sich Wien besonders in den späten 1920er und 1930er Jahren als europäische Fußballmetropole fühlen.

## Die Anfänge des Wiener Fußballs

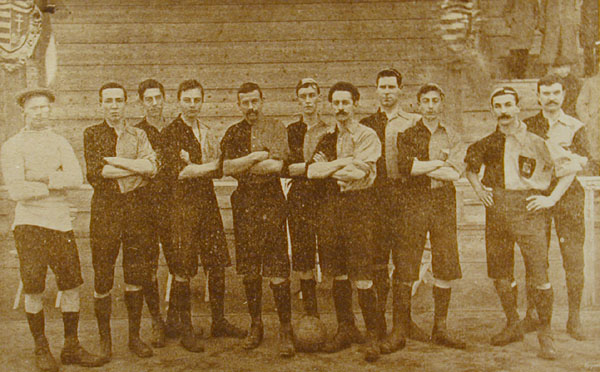
Die Cricketer (hier ein Mannschaftsfoto aus dem Jahr 1897) gelten als die eigentlichen Initiatoren der Wiener Fußballszene.

Durch in Wien lebende Engländer kam der Fußball bereits in den 1890er Jahren in die österreichische Hauptstadt. Fast zeitgleich wurden im August 1894 die Fußballabteilung innerhalb des bereits seit 1892 bestehenden Vienna Cricket Club sowie ein neuer Verein namens First Vienna Football-Club gegründet. Der ältere Verein wollte seinen Namen eigentlich in First Vienna Cricket and Football-Club ändern lassen. Doch weil der neu ins Leben gerufene Konkurrent einen Tag früher ins Vereinsregister eingetragen wurde, stand diesem die Bezeichnung „First“ zu. Somit war der älteste Fußballverein Österreichs offiziell nur mehr der zweitälteste, was den auf das First in ihrem Namen so erpichten Engländern schwer missfiel. Die Briten sprachen sogar von Skandal und Korruption und so entwickelte sich zwischen beiden Vereinen eine über das sportliche Maß hinausgehende Rivalität, wie sie für viele Fußballderbys in aller Welt charakteristisch ist. Aufgrund ihrer Namensähnlichkeit erhielt der ältere Verein bald die allgemein geläufige inoffizielle Bezeichnung Cricketer. Diese gewannen die erste Begegnung mit ihrem Namensvetter am 15. November 1894 mit 4:0. Diese Begegnung wird noch heute als die Geburtsstunde des österreichischen Fußballsports bezeichnet, obwohl bereits am 18. März 1894 zwei Mannschaften des ATRV Graz in der steirischen Metropole gegeneinander antraten. 
1897 kam es auf Initiative der Cricketer zur Einführung des Challenge-Cup. Dieser nach dem Pokalmodus ausgetragene Wettbewerb wurde inoffiziell als erste Meisterschaft der Österreich-Ungarischen Monarchie angesehen. Im „vorweggenommenen Endspiel“ des ersten Turniers von 1897 standen die Cricketer ihrem Namensvetter im Halbfinale gegenüber und mühten sich zu einem 3:2-Sieg, hatten aber im anschließenden Finale leichtes Spiel gegen den Wiener FC 1898, der mit 7:0 besiegt werden konnte.
Im darauffolgenden Jahr gewannen die Cricketer auch das anlässlich des 50-jährigen Thronjubiläums von Kaiser Franz-Josef auf der Hohen Warte ausgetragene Jubiläums-Turnier, das als erstes Großturnier von Wien in die Fußballgeschichte der Stadt einging.
Wenn auch nicht regelmäßig, so wurde der Challenge-Cup noch bis 1911 ausgetragen und fand in der Regel zwischen den bedeutendsten Mannschaften aus Wien, Prag und Budapest statt. Häufigster Sieger war die Mannschaft des Wiener AC, die den Pokal dreimal gewann, vor den beiden Vienna-Teams, die je zweimal erfolgreich waren.

## Der Ligabetrieb
In der Saison 1911/12 wurde die zunächst nur aus Wiener Mannschaften bestehende höchste Spielklasse Österreichs eingeführt. Längst hatten sich die anfänglichen Machtverhältnisse verschoben. So belegten die Cricketer mit der mageren Bilanz von nur 2 Punkten aus 20 Spielen den letzten Platz und spielten zukünftig nie wieder in der ersten Liga. Dass es zu einem derartigen Absturz gekommen war, lag in erster Linie an den zu Saisonbeginn aufgekommenen vereinsinternen Streitigkeiten, in deren Folge einige Funktionäre und fast die gesamte Mannschaft den Verein verließen und mit dem SV Amateure einen neuen Klub gründete. Dieser belegte in der Eröffnungssaison mit der Bilanz von jeweils fünf Siegen und Remis sowie zehn Niederlagen den achten Rang, während sein später größter Rivale SK Rapid als erster Meister Österreichs in die Fußballannalen einging. 
Rapid dominierte die Liga in den ersten zwölf Spielzeiten mit insgesamt acht Meistertiteln, die bis zur Saison 1922/23 errungen wurden, während der SV Amateure, Vorläufer des FK Austria, seinen ersten Meistertitel in der Saison 1923/24 gewann. Schon damals entluden sich die zwischen beiden Vereinen bestehenden Aversionen gelegentlich in Zuschauerausschreitungen.
Bis zur Saison 1937/38 bestand die oberste österreichische Spielklasse ausschließlich aus Wiener Mannschaften. Erstmals in der Saison 1938/39 waren mit dem Eisenbahnersportverein Wacker Wiener Neustadt, dem SK Amateure Steyr und dem Grazer SC Straßenbahn Mannschaften in der ersten Liga vertreten, deren Heimat sich nicht in Wien befand. Zwischen 1944/45 und 1948/49 war die österreichische Fußballmeisterschaft erneut auf den Wiener Raum begrenzt, bis in der Saison 1949/50 eine gesamtösterreichische Staatsliga eingeführt wurde. Eine weitere einschneidende Veränderung der ehemaligen Wiener Vormachtstellung brachte die Saison 1964/65. Zum einen bestand in dieser Spielzeit letztmals die halbe Liga aus Wiener Vereinen (7 von 14), weil am Saisonende gleich zwei Wiener Vereine (WAC und SC Wacker) absteigen mussten. Zum anderen gewann mit dem Linzer ASK erstmals eine nicht aus Wien kommende Mannschaft die österreichische Fußballmeisterschaft.
Einen erheblichen Einschnitt für den Wiener Fußball markierte die 1974/75 eingeführte Zehnerliga, weil diese eine gleichmäßige Vertretung aller Regionen des Landes anstrebte und Wien nur noch zwei Plätze zugestand, wodurch der Wiener Sport-Club und der First Vienna FC 1894 ihren Erstligastatus verloren. Sie schafften jedoch durch den jeweiligen Gewinn der Zweitligameisterschaft (die Vienna 1975/76 und der WSC 1976/77) die Rückkehr in die Eliteklasse, so dass in der Saison 1977/78 wieder vier Vereine in der höchsten Spielklasse vertreten waren. In der darauffolgenden Saison 1978/79 belegten sogar drei Wiener Vereine die ersten drei Plätze in der Abschlusstabelle: Austria vor dem WSC und Rapid, die Vienna beendete die Saison auf dem achten Rang. 
Die Zehnerliga wurde bis Saison 1981/82 ausgetragen und in der Saison 1982/83 auf 16 Mannschaften erweitert, wodurch zunächst fünf Wiener Vereine in der höchsten Spielklasse vertreten waren, von denen Vienna und der 1. Simmeringer SC allerdings unmittelbar abstiegen. Als bereits wenige Jahre später in der Saison 1985/86 die Liga auf zwölf Mannschaften reduziert wurde, verlor auch der WSC seinen Erstligastatus. Dennoch machte sich in dieser Spielzeit noch eine gewisse Wiener Dominanz bemerkbar, als der FK Austria mit zwei Punkten Vorsprung auf den SK Rapid Meister wurde, während der drittplatzierte SK Austria Klagenfurt die Saison mit 14 Punkten Rückstand auf den Vizemeister Rapid abschloss. Zugleich schafften die Zweitligisten Sport-Club und Vienna die Rückkehr ins Oberhaus. Die damals ausgetragene Zwölferliga war derart konzipiert, dass im Anschluss an die eigentliche Saison die ersten acht Mannschaften in der Meisterrunde spielten, während die Plätze 9 bis 12 gemeinsam mit den vier besten Teams der zweiten Liga in der Relegationsrunde um den Klassenerhalt bzw. Aufstieg konkurrierten. In den Spielzeiten 1987/88 und 1988/89 machte sich eine Wiener Dominanz noch einmal in der Form bemerkbar, als alle vier Wiener Erstligisten in der Meisterrunde vertreten waren. 
Die in der Saison 1993/94 vorgenommene Rückkehr zur noch heute ausgetragenen Zehnerliga markierte das definitive Ende der breiten Wiener Fußballkultur. Denn am Ende der Saison musste der Wiener Sport-Club absteigen und kehrte ebenso wie die bereits 1992 abgestiegene Vienna nie mehr ins Fußball-Oberhaus zurück. Seit der Saison 1994/95 wird die einst so mächtige Fußballstadt Wien nur noch durch Austria und Rapid in der höchsten österreichischen Fußballklasse vertreten. Aber auch die beiden großen Wiener Mannschaften haben ihre nationale Vormachtstellung längst eingebüßt. Ihre letzten Meistertitel datieren aus den Spielzeiten 2007/08 (Rapid) bzw. 2012/13 (Austria), weil sie ihre einstige Vormachtstellung in den letzten Jahren an den neuen „Serienmeister“ FC Red Bull Salzburg, Verein des Getränkeherstellers Red Bull, verloren haben.

## Soziologische Aspekte

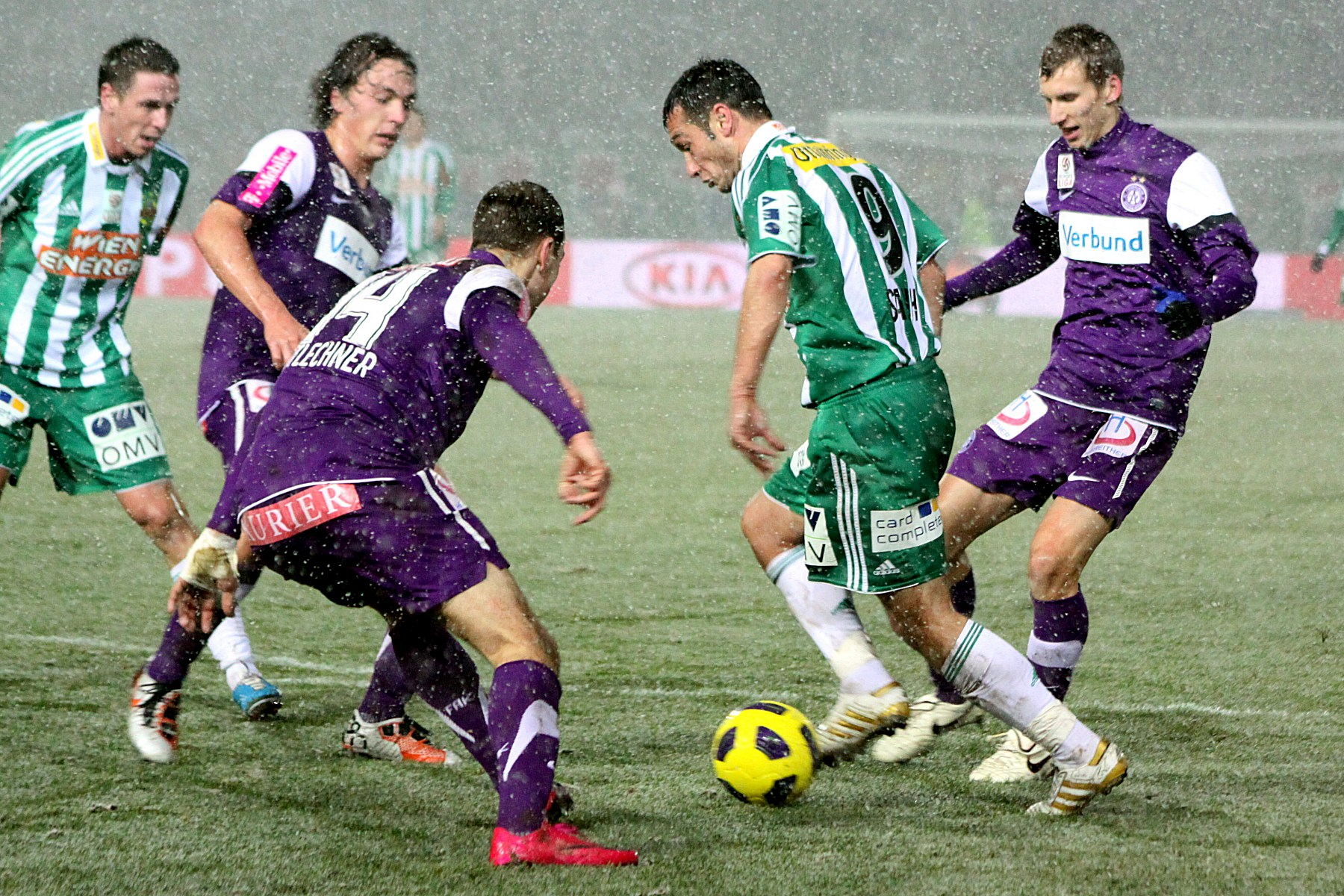
Spielszene aus einem Wiener Derby zwischen Austria und Rapid.

Milieubedingte Unterschiede zwischen diversen Wiener Vereinen wurden immer wieder mit den Begriffen Vorstadt und Kaffeehaus umschrieben. Der Begriff Vorstadt steht hierbei synonym für die eher von Arbeitervierteln dominierten Wiener Gemeindebezirke fernab des Stadtzentrums. Herausragende Beispiele hierfür sind Floridsdorf im Norden, als dessen typische Repräsentanten der SK Admira und der Floridsdorfer AC galten, Hernals (Wiener Sport-Club) und Penzing (Rapid) im Westen sowie Meidling (SC Wacker), Simmering (1. Simmeringer SC) und Favoriten (Favoritner AC und FC Wien) im Süden. 
Denn vor allem in den 1920er und 1930er Jahren, teilweise aber noch bis in die 1950er Jahre hinein, war es für die Bewohner eines Bezirkes (bzw. zumindest eines bestimmten Viertels) selbstverständlich, den Fußballverein in der Nähe ihrer Wohnung zu unterstützen. Dies führte zu einer besonderen, bezirksbezogenen Wiener Fußballkultur.
Die Anziehungskraft der Vereine war nicht nur auf Erstligisten begrenzt. So erzielte der nicht in einem bestimmten Bezirk verwurzelte SK Slovan als Repräsentant der tschechischen Minderheit in Wien als Zweitligist in der Saison 1948/49, an dessen Ende er die Meisterschaft der Wiener Liga und den damit verbundenen Aufstieg in die höchste Spielklasse errang, einen Schnitt von 9.400 Besuchern. Und in der Saison 1960/61 erzielte der SC Red Star Penzing sogar einen Schnitt von 10.000 in der mittlerweile nur noch drittklassigen Wiener Liga.
Der Begriff Kaffeehaus umschreibt tendenziell die Vereine aus den eher bürgerlich geprägten Innenstadtbezirken, wie vor allem der Leopoldstadt, wo die Cricketer, der WAC und Hakoah beheimatet waren und auch der FK Austria häufig seine Heimspiele austrug. Ebenso in diese Kategorie fällt der im Nobelbezirk Döbling beheimatete First Vienna FC, der in seiner Anfangszeit „Arbeiter, Handwerker und Tagelöhner“ explizit von der Mitgliedschaft ausschloss. Denn statt Popularität zogen es die Gründer vor, unter ihresgleichen zu bleiben. Die elitär-abgehobene Tendenz der Gründungsväter, Gärtner des Bankiers Nathaniel Meyer von Rothschild, war eng mit dem Haus Rothschild verbunden, dessen Farben Blau und Gelb auch als Vereinsfarben übernommen wurden. Bei der Gründungsversammlung anwesend waren ebenfalls Baron Nathaniel Rothschild und Generaldirektor Schuster vom Bankhaus Rothschild.
Aber nicht nur der First Vienna FC und der zionistisch eingestellte SC Hakoah war von der jüdischen Gemeinde Wiens geprägt, sondern ebenso der WAC und der FK Austria. Weil vor allem die Austria schon früh von Mäzenen aus dem jüdischen Großbürgertum unterstützt wurde, stellten sich bereits in den 1920er Jahren die ersten Erfolge ein. Entsprechend schwierig war ihr Stand während der nationalsozialistischen Herrschaft.
Heute steht das Synonym der Begriffe Vorstadt und Kaffeehaus für die beiden großen Rivalen des Wiener Fußballs, Rapid und Austria, die gegensätzliche Weltanschauungen verkörpern.

## Liste aller Wiener Erstligisten im Fußball
| Verein                  | Gründung      | Bezirk       | Erste Liga                                                                                            | Erfolge                                                                                         | Bemerkungen |
| ----------------------- | ------------- | ------------ | --- | ----------------------------------------------------------------------------------------------- | --- |
| Admira                  | 1905 († 1971) | 21. Bezirk   | 1919/20–1942/43, 1944/45–1959/60, 1961/62–1970/71                                                     | Achtmal österreichischer Meister und fünfmal Pokalsieger                                        | Admira entstand aufgrund einer Fusion und endete 1971 durch eine Fusion mit dem SC Wacker. Der Nachfolgeverein bleibt in dieser Tabelle unberücksichtigt, weil seine Heimat sich in Maria Enzersdorf außerhalb von Wien befindet.                                                    |
| Austria / Amateure      | 1910          | 10. Bezirk 1 | seit 1911/12                                                                                          | 24 Mal österreichischer Meister und Rekord-Pokalsieger (27 Titel)                               | Die Gründung erfolgte durch unzufriedene Mitglieder der Cricketer und die Umbenennung in Austria am 28. November 1926. |
| Austro Fiat             | 1928 († 1940) | 21. Bezirk   | 1938/39–1939/40                                                                                       | 7. Platz in der Liga (1938/39)                                                                  | 1940 erfolgte der Anschluss an den Nachbarverein FAC. |
| Brigittenauer AC        | 1925 († 2009) | 20. Bezirk   | 1926/27–1928/29, 1931/32–1932/33                                                                      | Vizemeister (1926/27) und Pokalfinalist (1933)                                                  | Der Verein entstand aufgrund einer Fusion und „verschwand“ durch eine Fusion, denn seit 2009 firmiert der neue Verein als Admira Landhaus. |
| Donau                   | 1921          | 22. Bezirk   | 1933/34                                                                                               | 12. Platz in der Liga                                                                           | |
| Elektra                 | 1921          | 2. Bezirk    | 1950/51                                                                                               | 13. Platz in der Liga                                                                           | Gegründet von Angestellten des Kraftwerkes Engerthstraße. |
| Favoritner AC           | 1910          | 10. Bezirk   | 1935/36–1937/38, 1983/84–1984/85                                                                      | Zweimal 8. Platz in der Liga                                                                    | |
| Favoritner SC           | 1931 († 1936) | 10. Bezirk   | 1934/35                                                                                               | 12. Platz in der Liga                                                                           | Nach dem Ausstieg des ASV Hertha aus der Liga 1931 gründeten einige Funktionäre und Spieler einen neuen Verein. Aufgrund von finanziellen Problemen wurde der neue Verein im November 1935 aus dem Verband ausgeschlossen und im März 1936 aufgelöst.                                |
| Favoritner SK Blau-Weiß | 1936          | 10. Bezirk   | 1951/52                                                                                               | 14. Platz in der Liga                                                                           | Gegründet als Betriebsverein der Ankerbrotwerke. |
| FC Wien                 | 1914          | 10. Bezirk   | 1928/29–1937/38, 1939/40–1955/56, 1957/58                                                             | Vizemeister (1941/42)                                                                           | Der Verein wurde als Hommage an den großen Pionier des österreichischen Fußballs Mark „M. D.“ Nicholson unter dem Namen SC Nicholson gegründet und benannte sich Anfang 1933 in FC Wien um. 1973 wurde der Verein aufgrund finanzieller Probleme aufgelöst und später neu gegründet. |
| Floridsdorfer AC        | 1904          | 21. Bezirk   | 1911/12–1922/23, 1925/26–1937/38, 1940/41–1943/44, 1945/46–1953/54                                    | Österreichischer Meister 1918 und Challenge-Cup-Sieger 1915                                     | |
| Hakoah                  | 1909 († 1938) | 2. Bezirk    | 1920/21–1927/28, 1929/30, 1931/32–1937/38                                                             | Österreichischer Meister 1925                                                                   | Der jüdische Verein wurde 1938 von den Nationalsozialisten verboten. |
| Helfort                 | 1910          | 16. Bezirk   | 1945/46                                                                                               | 10. Platz in der Liga                                                                           | |
| Hertha                  | 1904 († 1931) | 10. Bezirk   | 1911/12–1923/24, 1925/26, 1927/28–1929/30                                                             | Zweimal 5. Platz in der Liga (1914/15 und 1920/21) sowie Halbfinalist im Pokalwettbewerb (1928) | |
| Libertas                | 1912 († 1940) | 16. Bezirk   | 1932/33–1936/37                                                                                       | 5. Platz in der Liga (1934/35)                                                                  | 1940 erfolgte der Anschluss an den im selben Wiener Bezirk beheimateten SC Rot-Stern 03. |
| Nicholson               |               |              | |                                                                                                 | Der in Erinnerung an den großen Pionier des österreichischen Fußballs Mark „M. D.“ Nicholson benannte SC Nicholson wurde 1933 in FC Wien umbenannt (siehe dort). |
| Olympia                 | 1906 († 1961) | 14. Bezirk   | 1957/58–1958/59                                                                                       | 11. Platz in der Liga (1957/58)                                                                 | Olympia fusionierte 1961 mit dem SK Slovan |
| Ostbahn XI              | 1921          | 11. Bezirk   | 1945/46                                                                                               | 12. Platz in der Liga                                                                           | |
| Ostmark                 | 1910 († 1925) | 20. Bezirk   | 1921/22, 1923/24                                                                                      | 11. Platz in der Liga (1923/24)                                                                 | 1925 fusionierte der Verein mit dem SC Donaustadt zum Brigittenauer AC. |
| Post SV                 | 1919          | 17. Bezirk   | 1936/37, 1941/42, 1946/47                                                                             | Österreichischer Amateurmeister 1937                                                            | In der Saison 1975/76 bildete der Post SV eine Spielgemeinschaft mit dem im selben Wiener Bezirk beheimateten WSC. |
| Rapid                   | 1899          | 14. Bezirk   | seit 1911/12                                                                                          | Österreichischer Rekordmeister (32 Titel) und 14-facher Pokalsieger                             | Gegründet als „Erster Wiener Arbeiter-Fußball-Club“. |
| Rapid Oberlaa           | 1911          | 10. Bezirk   | 1944/45–1945/46, 1947/48–1949/50                                                                      | 8. Platz in der Liga (1947/48)                                                                  | |
| Rasenspieler            | 1903 († 1972) | 20. Bezirk   | 1946/47, 1948/49                                                                                      | Zweimal 10. Platz in der Liga.                                                                  | Der Verein fusionierte 1972 mit dem Brigittenauer AC. |
| Reichsbahn              | 1939 († 1944) | 11. Bezirk   | 1942/43                                                                                               | 8. Platz in der Liga                                                                            | Die Mannschaft der SG Reichsbahn war ein nur während des Zweiten Weltkriegs bestehender Zusammenschluss von SC Ostbahn XI und SK Westbahn. |
| Rudolfshügel            | 1902 († 1934) | 10. Bezirk   | 1911/12–1922/23, 1924/25–1926/27                                                                      | Vizemeister (1918/19)                                                                           | Der älteste Verein aus dem Arbeiterbezirk Favoriten löste sich aufgrund wirtschaftlicher Probleme auf. |
| Simmeringer SC          | 1901          | 11. Bezirk   | 1911/12–1927/28, 1937/38, 1951/52–1963/64, 1965/66, 1970/71–1971/72, 1973/74, 1982/83                 | 3. Platz in der Liga (1925/26)                                                                  | |
| Slovan                  | 1902          | 14. Bezirk 2 | 1923/24–1928/29, 1930/31–1931/32, 1949/50                                                             | 6. Platz in der Liga (1925/26) und Pokalfinalist (1924)                                         | Der Verein der tschechischen Minderheit in Wien fusionierte 1976 mit dem Hütteldorfer AC zum SK Slovan-Hütteldorfer AC. |
| Stadlau                 | 1913          | 22. Bezirk   | 1954/55–1956/57                                                                                       | 11. Platz in der Liga (1954/55)                                                                 | |
| Vienna (Cricketer)      | 1894          | 2. Bezirk    | 1911/12                                                                                               | 11. Platz in der Liga und zweimal Challenge-Cup-Sieger (1898 und 1902)                          | Die Cricketer wurden bereits 1892 gegründet, ließen sich aber erst 1894 registrieren. Aus einer Abspaltung der Cricketer entstand der FK Austria. |
| Vienna (First FC)       | 1894          | 19. Bezirk   | 1911/12–1913/14, 1919/20–1967/68, 1969/70–1973/74, 1976/77–1979/80, 1982/83, 1984/85, 1986/87–1991/92 | Sechsmal österreichischer Meister und dreimal Pokalsieger                                       | Die Eintragung im Vereinsregister erfolgte einen Tag (!) vor dem Eintrag der Cricketer, so dass die „Fußballer“ sich mit dem Zusatz „First FC“ schmücken dürfen. |
| Wacker                  | 1908          | 12. Bezirk   | 1914/15–1960/61, 1962/63, 1964/65, 1966/67, 1968/69–1970/71                                           | Österreichischer Meister und Pokalsieger 1947                                                   | Wacker verlor seine Eigenständigkeit 1971 durch eine Fusion mit dem SK Admira. |
| Wiener AC               | 1897          | 2. Bezirk    | 1911/12–1920/21, 1922/23, 1924/25–1935/36, 1942/43–1947/48, 1953/54, 1956/57–1964/65                  | Österreichischer Meister 1915 und dreimal Pokalsieger                                           | Zwischen 1969 und 1977 bildete der WAC eine Spielgemeinschaft mit dem FK Austria. |
| Wiener AF               | 1910          | 20. Bezirk   | 1911/12–1923/24                                                                                       | Österreichischer Meister 1914 und Pokalsieger 1922                                              | Der WAF ging aus einer Abspaltung des WAC hervor. |
| Wiener SC               | 1907          | 17. Bezirk   | 1911/12–1951/52, 1953/54–1973/74, 1977/78–1984/85, 1986/87–1990/91, 1992/93–1993/94                   | Dreimal österreichischer Meister und 1923 Pokalsieger                                           | |

1 Zugrunde gelegt wurde der Standort des Franz-Horr-Stadions, das seit den 1970er Jahren als Heimstadion der Wiener Austria gilt. Eigentlich war die Austria im Gegensatz zu den meisten anderen Vereinen nie mit einem bestimmten Bezirk verwachsen.

2 Nach einigen „Wanderjahren“ durch die Sportstätten diverser Bezirke errichtete der SK Slovan in den 1920er Jahren sein eigenes Stadion im Stadtteil Favoriten (10. Bezirk) und verzog nach der Fusion mit dem Hütteldorfer AC nach Penzing (14. Bezirk).